# Macbeth (película de 1948)
Macbeth es una película de drama histórico estadounidense de 1948 dirigida por Orson Welles. Una adaptación cinematográfica de la tragedia homónima de William Shakespeare, cuenta la historia del general escocés que se convierte en rey de Escocia mediante traición y asesinato. La película está protagonizada por Welles en el papel principal y Jeanette Nolan (en su debut cinematográfico) como Lady Macbeth.

## Argumento
En Escocia en la Edad Media, las tres brujas se acercan a Macbeth y Banquo. Se dirigen a Macbeth, aclamándolo como el «barón de Cawdor» y el futuro rey de Escocia. Los hombres del rey Duncan llegan y felicitan a Macbeth por su victoria, otorgándole el título de barón de Cawdor. Macbeth envía una carta a su esposa sobre la profecía de las Tres Brujas, en la que ella cuestiona si Macbeth es capaz de asesinar a Duncan.
Duncan da la bienvenida y elogia a Macbeth, declarando que pasará la noche en el castillo de Macbeth. Más tarde esa noche, Macbeth expresa su malestar por matar a Duncan. Lady Macbeth anula las objeciones de su marido desafiando su virilidad y lo convence de que mate a Duncan. Fuera de la pantalla, Macbeth asesina a Duncan pero regresa con su esposa con las dagas. Cuando Duncan es encontrado muerto, Macbeth incrimina a los dos sirvientes de Duncan colocándoles dagas ensangrentadas. Al recordar la profecía, Banquo sospecha del posible papel de Macbeth en el asesinato de Duncan. Al regresar con su esposa, Macbeth expresa su culpa y proclama que nunca más podrá dormir.
Los hijos de Duncan, Malcolm y Donalbain, han huido, en lo que Macbeth es coronado nuevo rey de Escocia. Preocupado de que los descendientes de Banquo gobiernen Escocia, Macbeth invita a Banquo a un banquete real. Envía a dos hombres para asesinar con éxito a Banquo, pero su hijo Fleance escapa. En el banquete, Macbeth queda atormentado después de ver el fantasma de Banquo. Los demás entran en pánico al ver a Macbeth furioso contra una silla vacía, hasta que una desesperada Lady Macbeth les dice que su marido simplemente padece una enfermedad inofensiva.
Enfurecido, las Tres Brujas advierten a Macbeth que tenga cuidado con Macduff, que ha huido a Inglaterra. Macbeth acusa a Macduff de traidor y envía soldados para matarlo. Cuando los soldados llegan al castillo de Macduff, todos son ejecutados, incluidos Lady Macduff y su pequeño hijo. De regreso a Inglaterra, Ross le informa a Macduff que su familia ha sido asesinada, a lo que Macduff jura venganza. Junto con Malcolm y Donalbain, regresan a Escocia con un enorme ejército para hacer la guerra contra Macbeth.
De regreso a Escocia, Macbeth se entera de que se acerca el ejército inglés y hace que un médico atienda a Lady Macbeth, que sufre alucinaciones. Atormentada por la culpa por los asesinatos, Lady Macbeth camina sonámbula por todo el castillo y cae por un acantilado hacia su muerte. Poco después, el ejército inglés invade, cubriéndose cortando ramas de árboles. Asaltan el castillo, donde Macduff lucha contra Macbeth en una pelea con espadas. Macduff decapita a Macbeth y Ross le presenta la corona a Malcolm.

## Reparto
- Orson Welles como Macbeth.
- Jeanette Nolan como Lady Macbeth.
- Dan O'Herlihy como Macduff.
- Roddy McDowall como Malcolm.
- Alan Napier como Padre Santo.
- Edgar Barrier como Banquo.
- Erskine Sanford como Duncan.
- John Dierkes como Ross.
- Keene Curtis como Lennox.

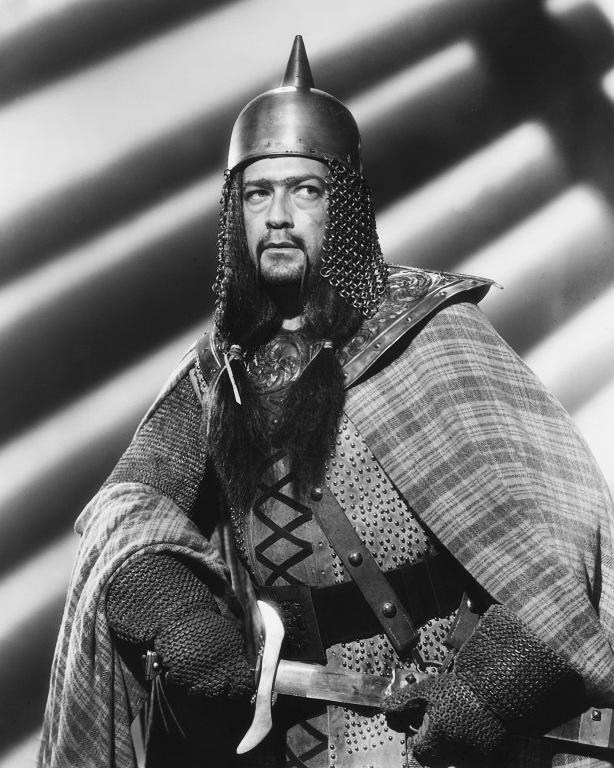
Edgar Barrier (Banquo).

- Peggy Webber como Lady Macduff y bruja.
- Lionel Braham como Siward.
- Archie Heugly como Siward
- Jerry Farber como Fleance.
- Christopher Welles como hijo de Macduff.
- Morgan Farley como médico.
- Lurene Tuttle como dama y bruja.
- Brainerd Duffield como primer asesino y bruja.
- William Alland como segundo asesino.
- George Chirello como Seyton.
- Gus Schilling como portero.
- Robert Alan como tercer asesino (sin acreditar).
- Harry Wilson como invitado al banquete (sin acreditar).

## Producción

### Desarrollo
En 1947, Orson Welles comenzó a promover la idea de llevar un drama de Shakespeare a la pantalla cinematográfica. Inicialmente intentó despertar el interés de Alexander Korda en una adaptación de Otelo, pero no pudo conseguir apoyo para el proyecto. Welles pasó a impulsar una adaptación cinematográfica de Macbeth, que visualizaba en su entorno violento como «un cruce perfecto entre Cumbres borrascosas y La novia de Frankenstein».
En equipo con el productor Charles K. Feldman, Welles convenció exitosamente a Herbert Yates, fundador y presidente de Republic Pictures, de la posibilidad de crear una versión cinematográfica de Macbeth. Yates estaba intentando elevar el nivel de su estudio, que producía películas del oeste de Roy Rogers y largometrajes de bajo presupuesto, al de un estudio de prestigio. Republic ya había intentado presentar películas poco convencionales, incluidas Jealousy (1945) de Gustav Machatý y El espectro de la rosa (1946) de Ben Hecht.
Welles había puesto en escena previamente el llamado Voodoo Macbeth en 1936 en la ciudad de Nueva York con un elenco completamente negro, y nuevamente en 1947 en Salt Lake City como parte del Festival del Centenario de Utah. Tomó prestados aspectos de ambas producciones para su adaptación cinematográfica.
Macbeth marcó la cuarta vez que un estudio de Hollywood  produjo una película basada en una obra de Shakespeare en la era posterior al cine mudo: United Artists había producido La fierecilla domada en 1929, Warner Bros. hizo El sueño de una noche de verano en 1935 y Metro-Goldwyn-Mayer produjo Romeo y Julieta en 1936. Ninguna de estas películas tuvo éxito comercial, pero el prestigio comercial y crítico ganado por la versión cinematográfica de Enrique V de Laurence Olivier (que se produjo en Gran Bretaña en 1944 pero no se vio en Estados Unidos hasta 1946) ayudó a impulsar Macbeth de Welles.

### Presupuesto
Sin embargo, Yates no pudo proporcionar a Welles un gran presupuesto. Welles garantizó entregar un negativo completo de Macbeth con un presupuesto de 700 000 dólares. Cuando algunos miembros de la junta directiva de Republic expresaron sus dudas sobre el proyecto, Welles hizo redactar un contrato en el que aceptaba pagar personalmente cualquier cantidad superior a 700 000 dólares.

### Casting

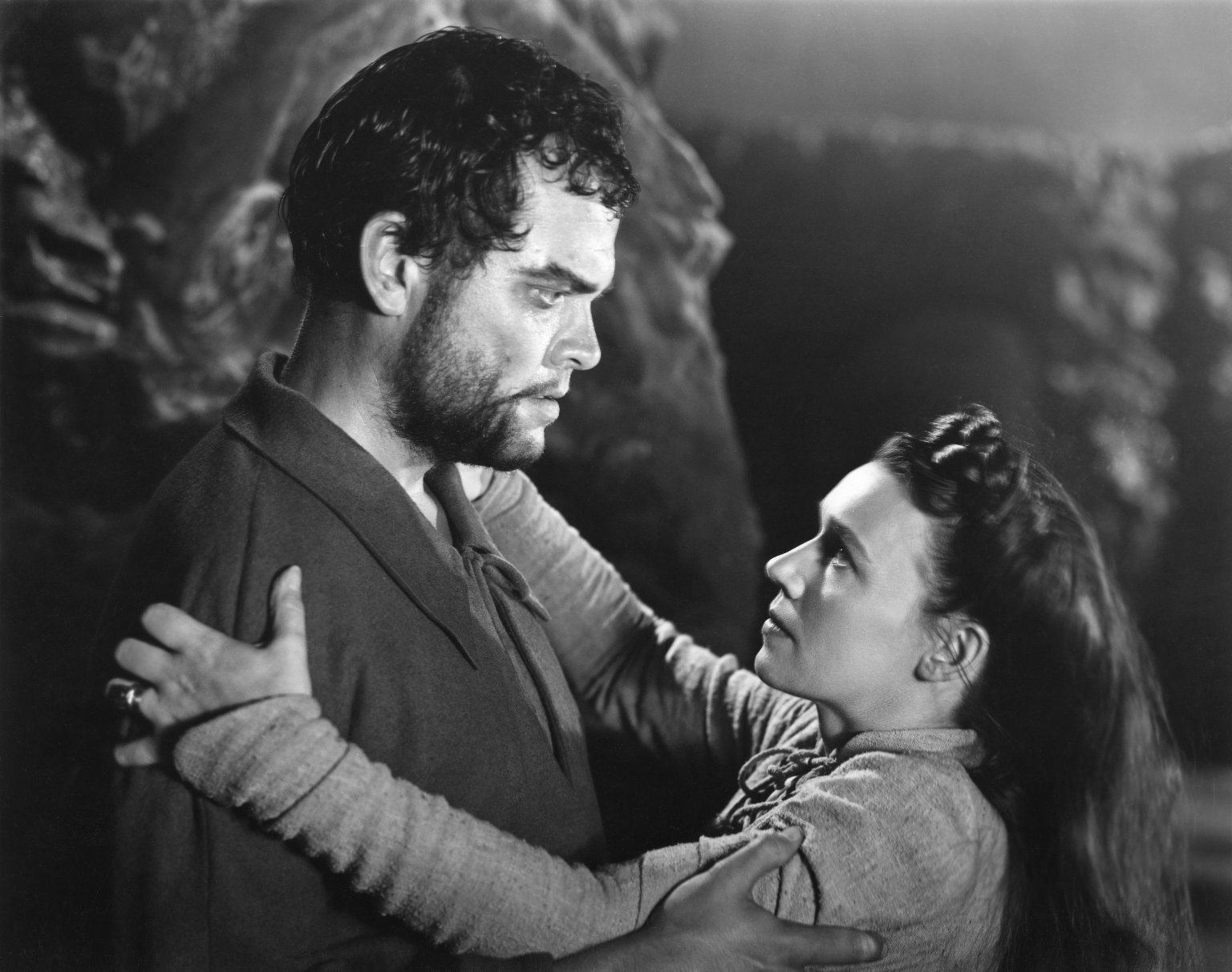
Orson Welles (Macbeth) y Jeanette Nolan (Lady Macbeth).

Welles se eligió a sí mismo para el papel principal, pero inicialmente se vio obstaculizado a la hora de elegir a Lady Macbeth, considerada por Republic como el tema central de la película. Su primera opción fue Vivien Leigh, pero Welles nunca se acercó a ella porque creía que su marido, Laurence Olivier, no la apoyaría. El papel le fue ofrecido a Tallulah Bankhead, quien lo rechazó. A petición de Welles, se contactó con Anne Baxter, Mercedes McCambridge y Agnes Moorehead, pero no estaban disponibles. «No hay evidencia que sugiera que estos rechazos hayan sido un gran golpe para Welles», escribió el biógrafo Frank Brady.  Welles se decidió por Jeanette Nolan, una de las intérpretes del repertorio de radio del Mercury Theatre y una colega de confianza desde sus días en el programa de radio The March of Time.
Welles contrató al actor irlandés Dan O'Herlihy para su primer papel en una película estadounidense como Macduff, y eligió a la exestrella infantil Roddy McDowall como Malcolm. Welles también eligió a su hija Christopher para el papel del hijo de Macduff; esta fue su única aparición cinematográfica.

### Rodaje
La película se rodó en decorados sobrantes de los wéstern s que normalmente se realizaban en Republic Studios. Para adaptarse al apretado calendario de producción, Welles hizo que el elenco de Macbeth pregrabara su diálogo.
Más tarde, Welles expresó su frustración por el bajo presupuesto de la película. La mayoría de los trajes se alquilaron en Western Costume, excepto los de Macbeth y Lady Macbeth. «La mía debería haber sido devuelta, porque parecía la Estatua de la Libertad», dijo Welles al cineasta Peter Bogdanovich. «Pero no había dinero para otro y nada de lo que había en Western me satisfacía, así que me tuve que quedar con eso».
Welles también le dijo a Bogdanovich que la escena que consideraba más efectiva se basaba en realidad en el hambre. «Nuestra mejor escena de multitud fue una toma en la que todas las fuerzas concentradas del ejército de Macduff cargan contra el castillo», dijo. «Había una urgencia muy vívida, porque lo que estaba sucediendo, en realidad, era que acabábamos de convocar el descanso del mediodía y todos esos extras se apresuraban a almorzar».
Welles rodó Macbeth en 23 días, de los cuales un día se dedicó a las repeticiones.

## Lanzamiento y recepción
Inicialmente, Republic planeó estrenar Macbeth en diciembre de 1947, pero Welles no estaba listo con la película. El estudio presentó la película en el Festival Internacional de Cine de Venecia de 1948, pero fue retirada abruptamente cuando fue comparada desfavorablemente con la versión de Hamlet de Olivier, que también estaba en competencia en el festival.
En el estreno en cines de Estados Unidos, Republic probó la película en algunas ciudades. La reacción de la crítica fue abrumadoramente negativa, con quejas sobre la decisión de Welles de hacer que su elenco hablara en acento escocés y modificar el texto original.
Después de su lanzamiento original, Republic hizo que Welles cortara dos carretes de la película y le ordenó volver a grabar gran parte de la banda sonora con los actores hablando con sus voces naturales, y no con la aproximación del acento escocés que Welles solicitó inicialmente. Esta nueva versión fue lanzada por Republic en 1950. Si bien la reacción de la crítica aún no fue de apoyo, esta versión de la película obtuvo una pequeña ganancia para el estudio.
Welles mantendría emociones encontradas respecto a Macbeth. En una conferencia de 1953 en el Festival de Edimburgo, dijo: «Mi propósito al hacer Macbeth no era hacer una gran película, y esto es inusual, porque creo que todo director de cine, incluso cuando esté haciendo tonterías, debería tener como su propósito era hacer una gran película. Pensé que estaba haciendo lo que podría ser una buena película y que, si el calendario de rodaje de 23 días se salía, podría alentar a otros cineastas a abordar temas difíciles a mayor velocidad. Desafortunadamente, ningún crítico en ninguna parte del mundo decidió felicitarme por la velocidad. Pensaron que era un escándalo que solo tomara 23 días. Por supuesto, tenían razón, pero no podía escribirles a todos y explicarles eso. Nadie me daría dinero para un día más de rodaje... Sin embargo, no me avergüenzo de las limitaciones de la película».
La versión truncada de Macbeth permaneció en circulación hasta 1980, cuando el Archivo de Cine y Televisión de UCLA y la Biblioteca Folger Shakespeare restauraron la versión original sin cortes con la banda sonora con tintes escoceses. En Rotten Tomatoes, la película tiene un índice de aprobación del 87% según 30 reseñas, con una calificación promedio de 7,4/10. El consenso de los críticos del sitio dice: «Este Macbeth inquietante y excéntrico puede verse obstaculizado por restricciones presupuestarias, pero Orson Welles cumple tanto detrás como delante de la cámara».

## Adaptación
Al llevar Macbeth a la pantalla, Welles hizo varios cambios al original de Shakespeare. Añadió secuencias que involucran a las tres brujas para aumentar su importancia. Al comienzo de la película, crean una figura de arcilla de Macbeth, que se utiliza para simbolizar su ascenso y ruina. Se derrumba en un montón, aparentemente por su propia voluntad, inmediatamente después de que Macbeth es decapitado. Las brujas parecen hechizar al muñeco, y todo lo que le sucede parece sucederle también a Macbeth, como en el vudú. Las brujas también regresan al final de la película, viendo el drama desde lejos y pronunciando «Paz, el encanto se acabó» como frase final; esta línea se dice en el primer acto del texto original, cuando las brujas se enfrentan inicialmente a Macbeth.
Un cambio importante es la introducción por parte de Welles de un nuevo personaje, el Santo. El sacerdote recita la oración de san Miguel. Welles explicó más tarde que la presencia del personaje tenía como objetivo confirmar que «el punto principal de esa producción es la lucha entre las religiones antigua y nueva. Vi a las brujas como representantes de una religión pagana druídica suprimida por el cristianismo, en sí misma una recién llegada». Hay una sutil insinuación de que Lady Macbeth apuñala fatalmente a Duncan antes del ataque de Macbeth al rey, y Macbeth es testigo de la escena de sonambulismo y locura de Lady Macbeth; en la obra, él no está presente.